# Исаев, Сергей Николаевич
Сергей Николаевич Иса́ев (2 сентября 1917 года - 2 мая 1978 года) — майор Советской Армии, участник Великой Отечественной войны, Герой Советского Союза (1945).

## Биография
Родился 2 сентября 1917 года в селе Курганка Мало-Красноярской волости Тарского уезда Тобольской губернии. После окончания семи классов школы работал трактористом в колхозе.
В 1938 году был призван на службу в Рабоче-крестьянскую Красную Армию. С октября 1941 года — на фронтах Великой Отечественной войны. В 1943 году окончил Ростовское артиллерийское училище. К сентябрю 1944 года лейтенант Сергей С. Исаев командовал батареей самоходных артиллерийских установок «СУ-76» 922-го самоходно-артиллерийского полка 105-го стрелкового корпуса 65-й армии 1-го Белорусского фронта. Отличился во время освобождения Польши.
В период с 3 по 8 сентября 1944 года батарея Исаева поддерживала действия пехоты, благодаря чему та успешно вышла к реке Нарев к северу от Сероцка, переправилась через неё, захватила и удержала плацдарм на её западном берегу.
Указом Президиума Верховного Совета СССР от 24 марта 1945 года лейтенант Сергей Исаев был удостоен высокого звания Героя Советского Союза с вручением ордена Ленина и медали «Золотая Звезда».
После окончания войны продолжил службу в Советской Армии. В 1946 году окончил Высшую офицерскую школу самоходной артиллерии. В 1954 году в звании майора был уволен в запас.
Проживал в городе Клин Московской области, работал на Клинском комбинате искусственного волокна машинистом холодильных установок. Скончался 2 мая 1978 года.
Был также награждён орденом Александра Невского и рядом медалей.